# Danh sách tiểu hành tinh: 4601–4700
| Tên                | Tên đầu tiên | Ngày phát hiện       | Nơi phát hiện           | Người phát hiện                                        |
| ------------------ | ------------ | -------------------- | ----------------------- | ------------------------------------------------------ |
| 4601 Ludkewycz     | 1986 LB      | 3 tháng 6 năm 1986   | Palomar                 | M. Rudnyk                                              |
| 4602 Heudier       | 1986 UD3     | 28 tháng 10 năm 1986 | Caussols                | CERGA                                                  |
| 4603 Bertaud       | 1986 WM3     | 25 tháng 11 năm 1986 | Caussols                | CERGA                                                  |
| 4604 Stekarstrom   | 1987 SK      | 18 tháng 9 năm 1987  | Toyota                  | K. Suzuki, T. Urata                                    |
| 4605 Nikitin       | 1987 SV17    | 18 tháng 9 năm 1987  | Nauchnij                | L. I. Chernykh                                         |
| 4606 Saheki        | 1987 UM1     | 27 tháng 10 năm 1987 | Geisei                  | T. Seki                                                |
| 4607 Seilandfarm   | 1987 WR      | 25 tháng 11 năm 1987 | Kitami                  | K. Endate, K. Watanabe                                 |
| 4608 Wodehouse     | 1988 BW3     | 19 tháng 1 năm 1988  | La Silla                | H. Debehogne                                           |
| 4609 Pizarro       | 1988 CT3     | 13 tháng 2 năm 1988  | La Silla                | E. W. Elst                                             |
| 4610 Kájov         | 1989 FO      | 26 tháng 3 năm 1989  | Kleť                    | A. Mrkos                                               |
| 4611 Vulkaneifel   | 1989 GR6     | 5 tháng 4 năm 1989   | La Silla                | M. Geffert                                             |
| 4612 Greenstein    | 1989 JG      | 2 tháng 5 năm 1989   | Palomar                 | E. F. Helin                                            |
| 4613 Mamoru        | 1990 OM      | 22 tháng 7 năm 1990  | JCPM Sapporo            | K. Watanabe                                            |
| 4614 Masamura      | 1990 QN      | 21 tháng 8 năm 1990  | Kani                    | Y. Mizuno, T. Furuta                                   |
| 4615 Zinner        | A923 RH      | 13 tháng 9 năm 1923  | Heidelberg              | K. Reinmuth                                            |
| 4616 Batalov       | 1975 BF      | 17 tháng 1 năm 1975  | Nauchnij                | L. I. Chernykh                                         |
| 4617 Zadunaisky    | 1976 DK      | 22 tháng 2 năm 1976  | El Leoncito             | Felix Aguilar Observatory                              |
| 4618 Shakhovskoj   | 1977 RJ3     | 12 tháng 9 năm 1977  | Nauchnij                | N. S. Chernykh                                         |
| 4619 Polyakhova    | 1977 RB7     | 11 tháng 9 năm 1977  | Nauchnij                | N. S. Chernykh                                         |
| 4620 Bickley       | 1978 OK      | 28 tháng 7 năm 1978  | Bickley                 | Perth Observatory                                      |
| 4621 Tambov        | 1979 QE10    | 27 tháng 8 năm 1979  | Nauchnij                | N. S. Chernykh                                         |
| 4622 Solovjova     | 1979 WE2     | 16 tháng 11 năm 1979 | Nauchnij                | L. I. Chernykh                                         |
| 4623 Obraztsova    | 1981 UT15    | 24 tháng 10 năm 1981 | Nauchnij                | L. I. Chernykh                                         |
| 4624 Stefani       | 1982 FV2     | 23 tháng 3 năm 1982  | Palomar                 | C. S. Shoemaker                                        |
| 4625 Shchedrin     | 1982 UG6     | 20 tháng 10 năm 1982 | Nauchnij                | L. G. Karachkina                                       |
| 4626 Plisetskaya   | 1984 YU1     | 23 tháng 12 năm 1984 | Nauchnij                | L. G. Karachkina                                       |
| 4627               | 1985 RT2     | 5 tháng 9 năm 1985   | La Silla                | H. Debehogne                                           |
| 4628 Laplace       | 1986 RU4     | 7 tháng 9 năm 1986   | Smolyan                 | E. W. Elst                                             |
| 4629 Walford       | 1986 TD7     | 7 tháng 10 năm 1986  | Palomar                 | E. F. Helin                                            |
| 4630 Chaonis       | 1987 WA      | 18 tháng 11 năm 1987 | Chions                  | J. M. Baur                                             |
| 4631 Yabu          | 1987 WE1     | 22 tháng 11 năm 1987 | Kushiro                 | S. Ueda, H. Kaneda                                     |
| 4632 Udagawa       | 1987 YB      | 17 tháng 12 năm 1987 | Chiyoda                 | T. Kojima                                              |
| 4633               | 1988 AJ5     | 14 tháng 1 năm 1988  | La Silla                | H. Debehogne                                           |
| 4634 Shibuya       | 1988 BA      | 16 tháng 1 năm 1988  | Kobuchizawa             | M. Inoue, O. Muramatsu                                 |
| 4635 Rimbaud       | 1988 BJ1     | 21 tháng 1 năm 1988  | Haute Provence          | E. W. Elst                                             |
| 4636 Chile         | 1988 CJ5     | 13 tháng 2 năm 1988  | La Silla                | E. W. Elst                                             |
| 4637 Odorico       | 1989 CT      | 8 tháng 2 năm 1989   | Chions                  | J. M. Baur                                             |
| 4638 Estens        | 1989 EG      | 2 tháng 3 năm 1989   | Siding Spring           | R. H. McNaught                                         |
| 4639 Minox         | 1989 EK2     | 5 tháng 3 năm 1989   | Geisei                  | T. Seki                                                |
| 4640 Hara          | 1989 GA      | 1 tháng 4 năm 1989   | Yatsugatake             | Y. Kushida, O. Muramatsu                               |
| 4641               | 1990 QT3     | 30 tháng 8 năm 1990  | Kitami                  | K. Endate, K. Watanabe                                 |
| 4642 Murchie       | 1990 QG4     | 23 tháng 8 năm 1990  | Palomar                 | H. E. Holt                                             |
| 4643 Cisneros      | 1990 QD6     | 23 tháng 8 năm 1990  | Palomar                 | H. E. Holt                                             |
| 4644 Oumu          | 1990 SR3     | 16 tháng 9 năm 1990  | Kitami                  | A. Takahashi, K. Watanabe                              |
| 4645 Tentaikojo    | 1990 SP4     | 16 tháng 9 năm 1990  | Kitami                  | T. Fujii, K. Watanabe                                  |
| 4646 Kwee          | 4009 P-L     | 24 tháng 9 năm 1960  | Palomar                 | C. J. van Houten, I. van Houten-Groeneveld, T. Gehrels |
| 4647 Syuji         | 1931 TU1     | 9 tháng 10 năm 1931  | Heidelberg              | K. Reinmuth                                            |
| 4648 Tirion        | 1931 UE      | 18 tháng 10 năm 1931 | Heidelberg              | K. Reinmuth                                            |
| 4649 Sumoto        | 1936 YD      | 20 tháng 12 năm 1936 | Nice                    | M. Laugier                                             |
| 4650 Mori          | 1950 TF      | 5 tháng 10 năm 1950  | Heidelberg              | K. Reinmuth                                            |
| 4651 Wongkwancheng | 1957 UK1     | 31 tháng 10 năm 1957 | Nanking                 | Purple Mountain Observatory                            |
| 4652 Iannini       | 1975 QO      | 30 tháng 8 năm 1975  | El Leoncito             | Felix Aguilar Observatory                              |
| 4653 Tommaso       | 1976 GJ2     | 1 tháng 4 năm 1976   | Nauchnij                | N. S. Chernykh                                         |
| 4654 Gorʹkavyj     | 1977 RJ6     | 11 tháng 9 năm 1977  | Nauchnij                | N. S. Chernykh                                         |
| 4655 Marjoriika    | 1978 RS      | 1 tháng 9 năm 1978   | Nauchnij                | N. S. Chernykh                                         |
| 4656 Huchra        | 1978 VZ3     | 7 tháng 11 năm 1978  | Palomar                 | E. F. Helin, S. J. Bus                                 |
| 4657 Lopez         | 1979 SU9     | 22 tháng 9 năm 1979  | Nauchnij                | N. S. Chernykh                                         |
| 4658 Gavrilov      | 1979 SO11    | 24 tháng 9 năm 1979  | Nauchnij                | N. S. Chernykh                                         |
| 4659 Roddenberry   | 1981 EP20    | 2 tháng 3 năm 1981   | Siding Spring           | S. J. Bus                                              |
| 4660 Nereus        | 1982 DB      | 28 tháng 2 năm 1982  | Palomar                 | E. F. Helin                                            |
| 4661 Yebes         | 1982 WM      | 17 tháng 11 năm 1982 | Yebes                   | M. de Pascual                                          |
| 4662 Runk          | 1984 HL      | 19 tháng 4 năm 1984  | Kleť                    | A. Mrkos                                               |
| 4663 Falta         | 1984 SM1     | 27 tháng 9 năm 1984  | Kleť                    | A. Mrkos                                               |
| 4664 Hanner        | 1985 PJ      | 14 tháng 8 năm 1985  | Anderson Mesa           | E. Bowell                                              |
| 4665 Muinonen      | 1985 TZ1     | 15 tháng 10 năm 1985 | Anderson Mesa           | E. Bowell                                              |
| 4666 Dietz         | 1986 JA1     | 4 tháng 5 năm 1986   | Palomar                 | C. S. Shoemaker                                        |
| 4667 Robbiesh      | 1986 VC      | 4 tháng 11 năm 1986  | Siding Spring           | R. H. McNaught                                         |
| 4668               | 1987 DX5     | 21 tháng 2 năm 1987  | La Silla                | H. Debehogne                                           |
| 4669 Høder         | 1987 UF1     | 27 tháng 10 năm 1987 | Đài thiên văn Brorfelde | P. Jensen                                              |
| 4670 Yoshinogawa   | 1987 YJ      | 19 tháng 12 năm 1987 | Geisei                  | T. Seki                                                |
| 4671 Drtikol       | 1988 AK1     | 10 tháng 1 năm 1988  | Kleť                    | A. Mrkos                                               |
| 4672 Takuboku      | 1988 HB      | 17 tháng 4 năm 1988  | Kushiro                 | S. Ueda, H. Kaneda                                     |
| 4673 Bortle        | 1988 LF      | 8 tháng 6 năm 1988   | Palomar                 | C. S. Shoemaker                                        |
| 4674 Pauling       | 1989 JC      | 2 tháng 5 năm 1989   | Palomar                 | E. F. Helin                                            |
| 4675 Ohboke        | 1990 SD      | 19 tháng 9 năm 1990  | Geisei                  | T. Seki                                                |
| 4676 Uedaseiji     | 1990 SD4     | 16 tháng 9 năm 1990  | Kitami                  | T. Fujii, K. Watanabe                                  |
| 4677 Hiroshi       | 1990 SQ4     | 16 tháng 9 năm 1990  | Kitami                  | A. Takahashi, K. Watanabe                              |
| 4678 Ninian        | 1990 SS4     | 24 tháng 9 năm 1990  | Siding Spring           | R. H. McNaught                                         |
| 4679 Sybil         | 1990 TR4     | 9 tháng 10 năm 1990  | Siding Spring           | R. H. McNaught                                         |
| 4680 Lohrmann      | 1937 QC      | 31 tháng 8 năm 1937  | Hamburg-Bergedorf       | H.-U. Sandig                                           |
| 4681 Ermak         | 1969 TC2     | 8 tháng 10 năm 1969  | Nauchnij                | L. I. Chernykh                                         |
| 4682 Bykov         | 1973 SO4     | 27 tháng 9 năm 1973  | Nauchnij                | L. I. Chernykh                                         |
| 4683 Veratar       | 1976 GJ1     | 1 tháng 4 năm 1976   | Nauchnij                | N. S. Chernykh                                         |
| 4684 Bendjoya      | 1978 GJ      | 10 tháng 4 năm 1978  | La Silla                | H. Debehogne                                           |
| 4685 Karetnikov    | 1978 SP6     | 27 tháng 9 năm 1978  | Nauchnij                | N. S. Chernykh                                         |
| 4686 Maisica       | 1979 SX2     | 22 tháng 9 năm 1979  | Nauchnij                | N. S. Chernykh                                         |
| 4687 Brunsandrej   | 1979 SJ11    | 24 tháng 9 năm 1979  | Nauchnij                | N. S. Chernykh                                         |
| 4688               | 1980 WF      | 29 tháng 11 năm 1980 | Palomar                 | C. T. Kowal                                            |
| 4689 Donn          | 1980 YB      | 30 tháng 12 năm 1980 | Anderson Mesa           | E. Bowell                                              |
| 4690 Strasbourg    | 1983 AJ      | 9 tháng 1 năm 1983   | Anderson Mesa           | B. A. Skiff                                            |
| 4691 Toyen         | 1983 TU      | 7 tháng 10 năm 1983  | Kleť                    | A. Mrkos                                               |
| 4692 SIMBAD        | 1983 VM7     | 4 tháng 11 năm 1983  | Anderson Mesa           | B. A. Skiff                                            |
| 4693 Drummond      | 1983 WH      | 28 tháng 11 năm 1983 | Anderson Mesa           | E. Bowell                                              |
| 4694 Festou        | 1985 PM      | 14 tháng 8 năm 1985  | Anderson Mesa           | E. Bowell                                              |
| 4695               | 1985 RU3     | 7 tháng 9 năm 1985   | La Silla                | H. Debehogne                                           |
| 4696 Arpigny       | 1985 TP      | 15 tháng 10 năm 1985 | Anderson Mesa           | E. Bowell                                              |
| 4697               | 1986 QO      | 26 tháng 8 năm 1986  | La Silla                | H. Debehogne                                           |
| 4698 Jizera        | 1986 RO1     | 4 tháng 9 năm 1986   | Kleť                    | A. Mrkos                                               |
| 4699 Sootan        | 1986 VE      | 4 tháng 11 năm 1986  | Siding Spring           | R. H. McNaught                                         |
| 4700 Carusi        | 1986 VV6     | 6 tháng 11 năm 1986  | Anderson Mesa           | E. Bowell                                              |